# Prague (Oklahoma)
Prague es una ciudad ubicada en el condado de Lincoln en el estado estadounidense de Oklahoma. En el año 2010 tenía una población de 	2386 habitantes y una densidad poblacional de 518,7  personas por km².

## Geografía
Prague se encuentra ubicada en las coordenadas 35°29′10″N 96°41′16″O / 35.48611, -96.68778 (35.486092, -96.687792).

## Demografía
Según la Oficina del Censo en 2000 los ingresos medios por hogar en la localidad eran de $26,779 y los ingresos medios por familia eran $32,137. Los hombres tenían unos ingresos medios de $24,083 frente a los $19,438 para las mujeres. La renta per cápita para la localidad era de $14,381. Alrededor del 17.0% de la población estaban por debajo del umbral de pobreza.